# Остров Давыдова
Остров Давыдова — (англ. Davidof Island, алеут. Qanan-tanax̂, Ҟанантанаҳ) — необитаемый остров в группе Крысьих островов в составе Алеутских островов. Расположен к востоку от острова Хвостова. Предполагается, что остров Давыдова и два лежащих рядом мелких острова (Лопи и Пирамида) являются остатками кальдеры древнего вулкана.
Назван в честь русского моряка Гаврилы Давыдова.